# Corporativo Reforma Diana

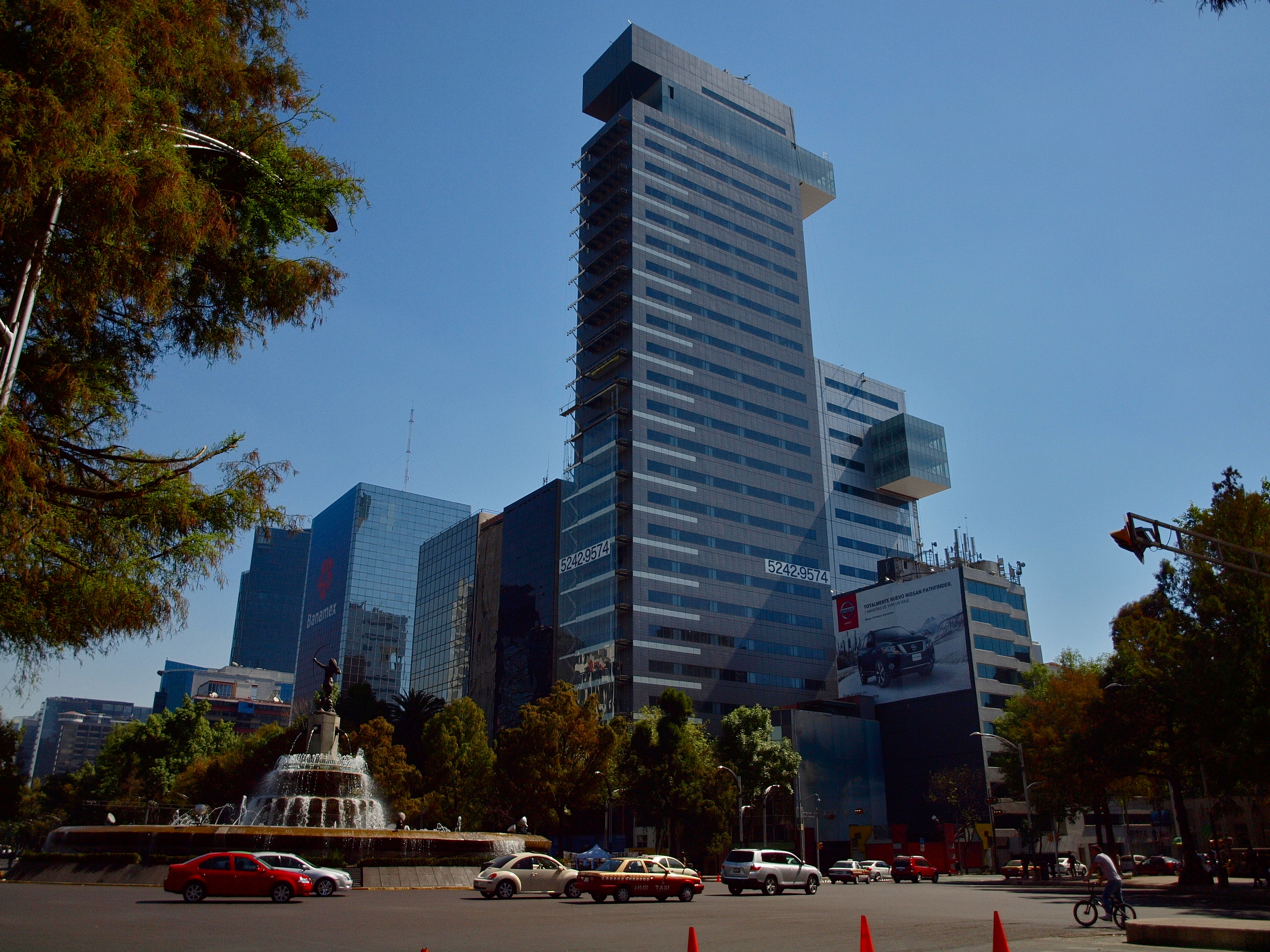
Corporativo Reforma Diana sobre la Avenida Paseo de la Reforma 412.

El Corporativo Reforma Diana o Torre Reforma 412 es un edificio ubicado sobre la avenida Paseo de la Reforma 412, colonia Juárez, alcaldía Cuauhtémoc, Ciudad de México, México.
El Corporativo Reforma Diana tiene una altura de 127.80 metros, cuenta con 27 pisos y está destinado a uso exclusivo de oficinas comerciales con un área rentable total de 19 455 m².
El diseño del edificio estuvo a cargo de la empresa Arditti + RDT Arquitectos.
El corporativo cuenta con la pre-certificación LEED Gold otorgada por el U.S. Green Building Council.
La construcción del complejo de oficinas inicio en el año 2010 y finalizó en 2013.